# Шатківська Софія Василівна
Софі́я Василівна Шаткі́вська (нар. 5 жовтня 1954, м. Почаїв, Кременецький район Тернопільської області, Україна) — українська мисткиня (майстер ужиткового мистецтва, художниця та гравер по каменю), мистецтвознавець, педагог. Племінниця відомого українського митця Олекси Шатківського.

## Життєпис
Закінчила відділ художнього ткацтва Львівського художнього училища ім. Івана Труша, а також Львівський інститут декоративного і прикладного мистецтва (1988), де й залишилася працювати. Зокрема, працювала викладачем рисунку, живопису, композиції у Львівському інституті архітектури.
У 1991 році (за іншими даними 1993) переїхала жити і працювати до США. Мешкає в штаті Вермонт. Як художниця та гравер по каменю відома, зокрема, роботами на чорному граніті. Виставляла свої роботи в Нью-Йорку, зокрема в Українському інституті Америки.

## Доробок
Була художником-постаником вистави Федеріко Гарсії Лорки «Криваве весілля» у Львівському академічному театрі імені Марії Заньковецької (2000).
У мистецькому доробку також — десятки робіт, які виставлялися в США, Україні, Канаді. Тематика більшості — українська культура.
Окремі твори
- «Три поля»